# Vuelo 38 de British Airways
El vuelo 38 de British Airways fue un vuelo internacional regular de pasajeros que operaba el vuelo desde el Aeropuerto Internacional de Pekín-Capital en Pekín, China, hasta el Aeropuerto de Londres-Heathrow en Londres, Reino Unido, un viaje de 8100 kilómetros (4374 nmi; 5033 mi). El 17 de enero de 2008, el avión Boeing 777-200ER, que se estrelló al aterrizar antes de llegar a la pista de Heathrow, tocó con fuerza en el tramo inferior de césped, rompiendo el tren de aterrizaje y derrapando por el campo interior de césped antes de deslizarse hacia la derecha del umbral, a 330 metros de su punto de impacto inicial.De las 152 personas a bordo, no hubo víctimas mortales, pero 47 personas resultaron heridas, una de ellas de gravedad.El avión, gravemente averiado (matriculado como G-YMMM), que sufrió graves daños en ambos motores, ambas raíces de las alas, carenado del ala al cuerpo, flaps, borde de ataque del estabilizador horizontal derecho, tanques de combustible (que fueron perforados por la rotura del tren de aterrizaje) así como la panza inferior del fuselaje por el deslizamiento en tierra, fue dado de baja como resultado, convirtiéndose en la primera pérdida del casco de un Boeing 777.
El accidente fue investigado por la Rama de Investigación de Accidentes Aéreos (AAIB) y su informe final se emitió en febrero de 2010. Se atribuyó la causa del accidente a cristales de hielo en el combustible, que obstruyeron el intercambiador de calor de combustible/aceite (FOHE) de cada motor. Esto restringió el flujo de combustible a los motores cuando se exigió empuje durante la aproximación final a Heathrow.La AAIB identificó este problema poco común como específico de los FOHE del motor Rolls-Royce Trent 800. Rolls-Royce desarrolló una modificación para el FOHE; la Agencia Europea de Seguridad Aérea (AESA) exigió que todas las aeronaves afectadas estuvieran equipadas con la modificación antes del 1 de enero de 2011.La Administración Federal de Aviación de Estados Unidos detectó un incidente similar ocurrido en un Airbus A330 equipado con motores Rolls-Royce Trent 700 y ordenó que se emitiera una directiva de aeronavegabilidad, que exigía el rediseño del FOHE en los motores Rolls-Royce Trent 500, 700 y 800.

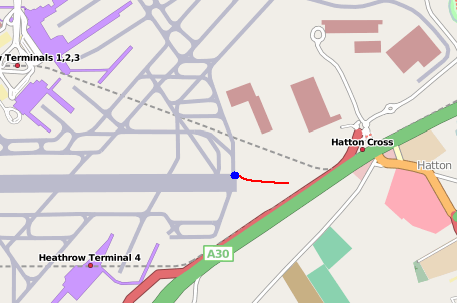
Mapa que muestra la localización del avión (el punto azul) después del accidentado aterrizaje y posterior deslizamiento.

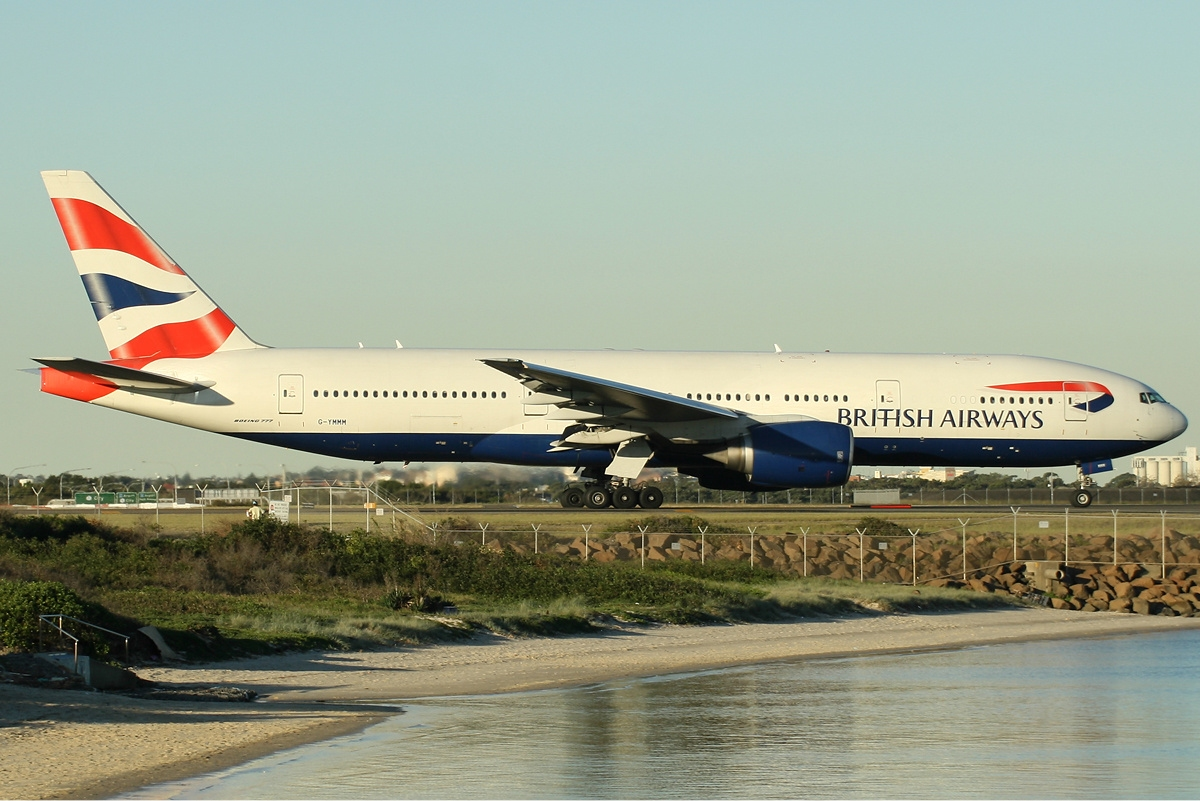
Boeing 777 de British Airways (G-YMMM), la aeronave involucrada en el accidente, vista y fotografiada en el 24 de mayo de 2007.

## Descripción

### Aeronave
El avión involucrado era un Boeing 777-236ER, matriculado como G-YMMM, con número de serie 30314 y número de línea 342. Fue construido y entregado a British Airways en la primavera de 2001 y estaba propulsado por dos motores Rolls-Royce Trent 895-17y tenía una capacidad de asientos para 233 pasajeros.: 23 A bordo había 16 tripulantes y 136 pasajeros.

### Tripulación
La tripulación estaba compuesta por el capitán Peter Burkill (43), el primer oficial senior John Coward (41), el primer oficial Conor Magenis (35) y 13 tripulantes de cabina. El capitán había acumulado un total de 12.700 horas de vuelo, de las cuales 8.450 en Boeing 777. El primer oficial había acumulado un total de 9.000 horas de vuelo, de las cuales 7.000 en Boeing 777. El primer oficial había acumulado un total de 5.000 horas de vuelo, de las cuales 1.120 en Boeing 777.: 21–22 

## Accidente
El vuelo 38 partió de Pekín a las 02:09 hora media de Greenwich (GMT), volando una ruta que cruzaba Mongolia, Siberia y Escandinavia, a altitudes entre el nivel de vuelo 348 y 400 (aproximadamente 34 800 y 40 000 pies (10 607 y 12 192 m) y a temperaturas entre −74 grados Celsius (−101 °F) y −65 grados Celsius (−85 °F).: 33–34 Conscientes de las condiciones de frío exterior, la tripulación monitoreó la temperatura del combustible, con la intención de descender a un nivel más bajo y cálido si surgiera algún peligro de congelación del combustible.: 4 Esto no resultó necesario, ya que la temperatura del combustible nunca bajó de −34 grados Celsius (−29,2 °F), todavía muy por encima de su punto de congelación.
Aunque el combustible en sí no se congeló, pequeñas cantidades de agua en él sí lo hicieron. El hielo se adhirió al interior de las líneas de combustible, probablemente donde pasaban por los pilones que unían los motores a las alas.: 155 Esta acumulación de hielo no tuvo efecto en el vuelo hasta las etapas finales de la aproximación a Heathrow, cuando el aumento del flujo de combustible y las temperaturas más altas repentinamente lo liberaron nuevamente al combustible.: 155 Esto formó una masa de hielo blando que fluyó hacia adelante hasta llegar a los intercambiadores de calor de combustible/aceite (FOHE) donde se congeló una vez más, causando una restricción en el flujo de combustible a los motores.: 149–155 
Los primeros síntomas de la restricción del flujo de combustible fueron notados por la tripulación de vuelo a una altitud de 720 pies (219 m) y a 2 millas (3,2 km) del aterrizaje, cuando los motores fallaron repetidamente en responder a la demanda de mayor empuje del acelerador automático. Al intentar mantener la senda de planeo del sistema de aterrizaje instrumental, el piloto automático sacrificó la velocidad, que se redujo a 108 nudos (200 km/h; 124 mph) a 200 pies (61 m).El piloto automático se desconectó a 150 pies (46 m), cuando el primer oficial tomó el control manual.: 139 Mientras tanto, el capitán redujo el ajuste de los flaps de 30 a 25° para disminuir la resistencia del avión y alargar el planeo.: 139 
A las 12:42, el 777 pasó justo por encima de la calle residencial Myrtle Avenue, luego, inmediatamente después, sobrevoló el tráfico en la A30 y la carretera del Perímetro Sur del aeropuerto y aterrizó en el césped a unos 890 pies (271 m) antes de la pista 27L.: 5 El capitán declaró una emergencia al control de tráfico aéreo unos segundos antes del aterrizaje. La decisión de subir los flaps permitió que el avión planeara más allá de la baliza ILS dentro del perímetro del aeropuerto, evitando así daños mayores.: 140 
Durante el impacto y el corto deslizamiento sobre el suelo, el tren de aterrizaje delantero colapsó hacia atrás, el tren de aterrizaje principal derecho se desprendió y se separó completamente del avión, perforando el tanque de combustible central y penetrando el suministro de oxígeno de los pasajeros, causando una importante fuga de combustible y la liberación de gas oxígeno de los compartimentos adyacentes.: 160–163 El tren de aterrizaje principal derecho también penetró en el espacio de la cabina, causando la única lesión grave en este accidente a un pasajero en el asiento 30K antes de impactar contra el borde de ataque del estabilizador horizontal derecho. El tren de aterrizaje principal izquierdo fue empujado hacia arriba a través de la raíz del ala, como estaba diseñado para hacer en caso de falla debido a una carga vertical excesiva. La aeronave se detuvo en las marcas del umbral al inicio de la pista. Se derramaron 6750 kilogramos (14 881 lb) de combustible, pero no se inició ningún incendio.: 68 Un pasajero sufrió heridas graves (conmoción cerebral y una pierna rota) y cuatro miembros de la tripulación y ocho pasajeros sufrieron heridas leves.

## Investigación
La Rama de Investigación de Accidentes Aéreos (AAIB) del Departamento de Transporte del Reino Unido investigó el accidente, con la participación también de la Junta Nacional de Seguridad en el Transporte (NTSB) de EE. UU., Boeing y Rolls-Royce.La investigación tardó dos años en completarse y la AAIB publicó su informe final el 9 de febrero de 2010. Durante el curso de la investigación se emitieron tres informes preliminares y 18 recomendaciones de seguridad.
El registrador de datos de vuelo (FDR) y la grabadora de voz de cabina (CVR), junto con la grabadora de acceso rápido (QAR), fueron recuperadas del avión pocas horas después del accidente y fueron transportadas a la sede de la AAIB en Farnborough, a unas 30 millas (48 km) de Heathrow.La información descargada de estos dispositivos confirmó lo que la tripulación ya había dicho a los investigadores, que los motores no habían respondido cuando se avanzaron los aceleradores durante la aproximación final.

### Sistema del combustible

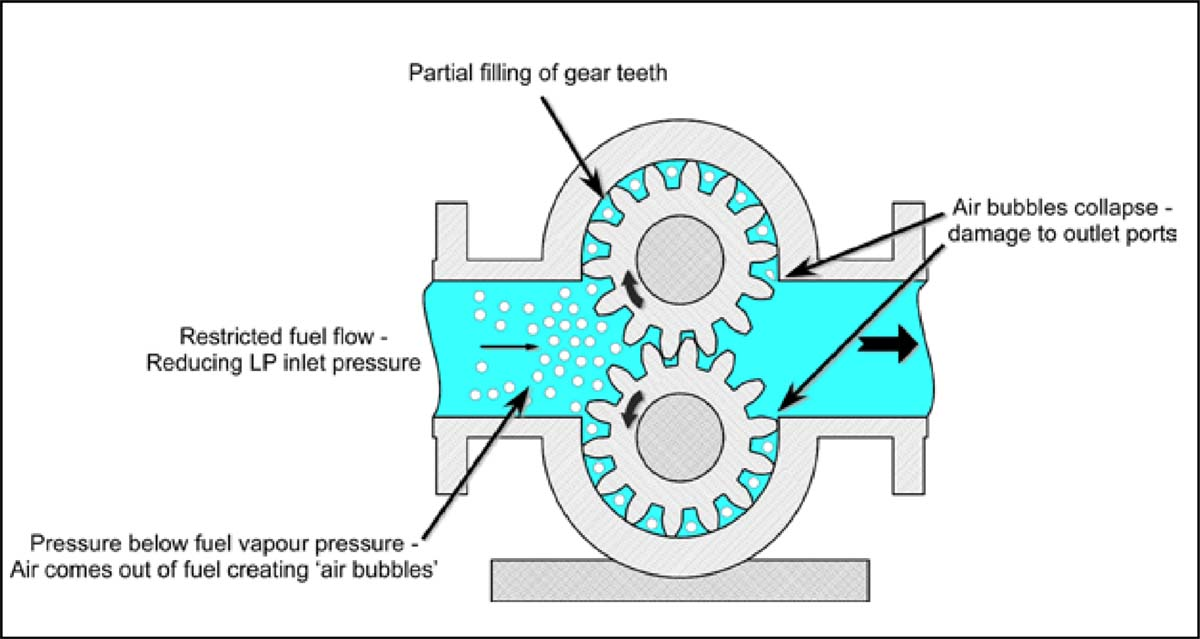
Ilustración de la cavitación en las bombas de combustible de alta presión utilizadas en los motores Trent 800 del Boeing 777. Cuando el combustible que fluye hacia la bomba cae a una presión muy baja, se forman burbujas de gas en el combustible. La ruptura de las burbujas en el lado de alta presión puede dañar los puertos de salida de la bomba.

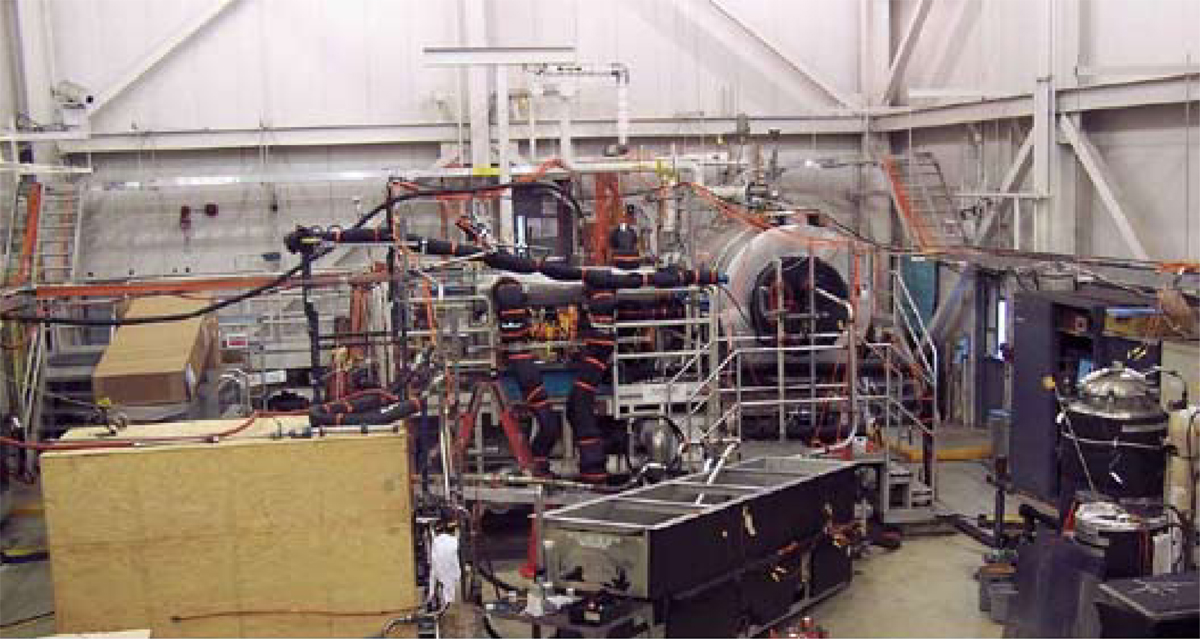
Maqueta del sistema de suministro de combustible del G-YMMM.

En su Boletín Especial del 18 de febrero de 2008, la AAIB observó indicios de cavitación en ambas bombas de combustible de alta presión, lo que podría indicar una restricción en el suministro de combustible o una aireación excesiva del mismo, aunque el fabricante determinó que ambas bombas aún podían suministrar el caudal completo. El informe indicó que la aeronave había volado en un aire inusualmente frío (aunque no excepcionalmente frío) y concluyó que la temperatura no había sido lo suficientemente baja como para congelar el combustible. Se continuaban las pruebas para intentar replicar los daños observados en las bombas de combustible y compararlos con los datos registrados durante el vuelo. Se debía realizar un examen y análisis exhaustivos de todo el sistema de combustible de la aeronave y del motor, incluyendo la modelización de los flujos de combustible, considerando los efectos ambientales y aerodinámicos. 
La AAIB emitió un nuevo boletín el 12 de mayo de 2008, que confirmaba que la investigación seguía centrándose en el suministro de combustible. Declaraba: «La reducción del empuje en ambos motores se debió a una reducción del flujo de combustible, y todos los parámetros del motor tras la reducción del empuje coincidieron con esta afirmación». El informe confirmó que el combustible era de buena calidad y tenía un punto de congelación inferior a las temperaturas más frías registradas, lo que aparentemente descartaba la congelación del combustible como causa. Al igual que en el boletín de febrero mencionado, el informe observó daños por cavitación en las bombas de combustible de alta presión de ambos motores, lo que indicaba una presión anormalmente baja en las entradas de las bombas. Tras descartar la congelación o contaminación del combustible, la investigación se centró en la causa de la baja presión en las entradas de las bombas. «Se sospecha que existen restricciones en el sistema de combustible entre los tanques de combustible de la aeronave y las bombas de potencia de cada motor, lo que resulta en una reducción del flujo de combustible». El sistema de suministro de combustible se estaba investigando en Boeing, y los motores en el fabricante Rolls-Royce, en Derby. 
La AAIB emitió un informe provisional el 4 de septiembre. Ofreciendo una conclusión provisional, declaró:

La investigación ha demostrado que el combustible de ambos motores estaba restringido, probablemente debido a la formación de hielo en el sistema de alimentación. Es probable que el hielo se formara a partir del agua presente de forma natural en el combustible durante el largo periodo de operación de la aeronave, con bajo caudal de combustible y en un entorno inusualmente frío, a pesar de que el G-YMMM operó dentro de la envolvente operativa certificada en todo momento.

El informe resumió las exhaustivas pruebas realizadas para replicar el problema del G-YMMM. Esto incluyó la creación de una maqueta del sistema de suministro de combustible del G-YMMM, al que se añadió agua para estudiar sus propiedades de congelación. Tras una serie de pruebas, la AAIB aún no había logrado reproducir el supuesto comportamiento de engelamiento y estaba realizando más investigaciones. Sin embargo, la AAIB creía que sus pruebas demostraban que el flujo de combustible del G-YMMM estaba restringido y que el agua congelada en el combustible para aviones podría haber causado la restricción, descartando hipótesis alternativas como un fallo del FADEC (sistema de control computarizado del motor) de la aeronave. La hipótesis defendida en el informe era que se había acumulado hielo en algún punto aguas abajo de las bombas de refuerzo en los tanques de combustible de las alas y aguas arriba de las bombas de combustible montadas en los motores. O bien se había acumulado suficiente hielo como para causar una obstrucción en un solo punto, o bien el hielo de las líneas de combustible se había desprendido al aumentar el flujo de combustible durante la aproximación al aterrizaje, y el hielo desprendido había formado una obstrucción en algún punto aguas abajo. 
Como las temperaturas en vuelo no habían caído por debajo de los parámetros operativos diseñados para el 777, la AAIB recomendó que Boeing y Rolls-Royce tomaran medidas provisionales en los 777 con motores Trent 800 para reducir el riesgo de que el hielo restrinja el suministro de combustible.Boeing lo hizo revisando los procedimientos operativos del 777 para reducir las posibilidades de que se produzcan dichos bloqueos y modificando el procedimiento a seguir en caso de pérdida de potencia para tener en cuenta la posibilidad de que la acumulación de hielo fuera la causa.
El informe continuó recomendando que los reguladores de la aviación (FAA y EASA) consideraran si otros tipos de aeronaves y otros motores podrían verse afectados por el mismo problema y que consideraran cambiar el proceso de certificación para garantizar que los futuros diseños de aeronaves no fueran susceptibles al peligro recientemente reconocido de la formación de hielo en el combustible.
El informe reconoció que un rediseño del sistema de combustible no sería práctico a corto plazo y sugirió dos maneras de reducir el riesgo de recurrencia. Una era usar un aditivo de combustible (FSII) que previene la formación de hielo de agua hasta −40 grados Celsius (−40 °F). Las fuerzas aéreas occidentales han usado FSII durante décadas y, aunque no se usa ampliamente en la aviación comercial, está aprobado para el 777. 

### Teorías rechazadas
El Boletín Especial del 18 de febrero indicó que no se encontró evidencia de ningún defecto mecánico ni de ingestión de aves ni hielo, ni de contaminación del combustible ni de niveles inusuales de agua, y que los datos registrados no indicaban anomalías en los principales sistemas de la aeronave. Sin embargo, se detectaron pequeños cuerpos extraños en los tanques de combustible, aunque posteriormente se concluyó que no tuvieron relación con el accidente.
El Boletín Especial del 12 de mayo de 2008 descartó específicamente otras posibles causas, afirmando: «No hay evidencia de un encuentro con un vórtice de estela, un impacto con aves ni engelamiento del núcleo del motor. No hay evidencia de ningún comportamiento anómalo en la aeronave ni en los sistemas del motor que sugiera interferencia electromagnética».

### Causa probable

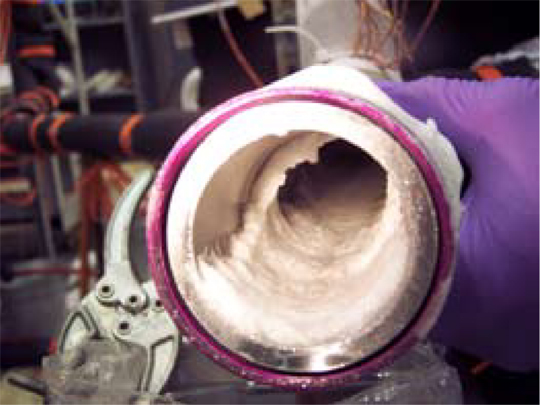
Hielo acumulado en una plataforma de pruebas del sistema de combustible utilizada para investigar el accidente del vuelo 38 de BA (G-YMMM). Esta acumulación de hielo no causó la falla. Fue al liberarse este hielo a una temperatura más alta y con un mayor flujo de combustible que fluyó aguas abajo, bloqueando el flujo de combustible hacia los intercambiadores de calor de combustible/aceite (FOHE) de ambos motores.

La AAIB publicó el informe final completo el 9 de febrero de 2010. Concluyó: 

La investigación identificó que la reducción del empuje se debió al flujo restringido de combustible a ambos motores. 

La investigación identificó los siguientes factores causales probables que llevaron a las restricciones del flujo de combustible: 
1. El hielo acumulado dentro del sistema de combustible se liberó, lo que provocó una restricción en el flujo de combustible del motor en la parte frontal del FOHE, en ambos motores.
2. Se había formado hielo dentro del sistema de combustible, a partir del agua que se encontraba naturalmente en el combustible, mientras el avión operaba con bajos flujos de combustible durante un largo período y las temperaturas localizadas del combustible estaban en un área descrita como "rango pegajoso".
3. Se demostró que el FOHE, aunque cumple con los requisitos de certificación aplicables, es susceptible a restricciones cuando se presenta con hielo blando en alta concentración, con una temperatura de combustible inferior a -10 °C y un flujo de combustible por encima del ralentí de vuelo.
4. Los requisitos de certificación que debían cumplir los sistemas de combustible de las aeronaves y de los motores no tuvieron en cuenta este fenómeno, ya que en aquel momento no se reconocía el riesgo.

### Otros hallazgos
La AAIB también estudió la resistencia al impacto de la aeronave durante la secuencia del accidente. Observó que el principal punto de fijación del tren de aterrizaje principal era el larguero trasero del ala; dado que este larguero también formaba la pared trasera de los tanques de combustible principales, el aterrizaje forzoso provocó la rotura de estos. El informe recomendó a Boeing rediseñar la fijación del tren de aterrizaje para reducir la probabilidad de pérdida de combustible en circunstancias similares.
El informe continuaba señalando que la tripulación había accionado manualmente las manijas del extintor antes que los interruptores de corte de combustible. Estas manijas también cortan la alimentación de los interruptores de combustible, lo que significa que este podría seguir fluyendo, una situación potencialmente peligrosa. El informe reiteró un Boletín de Servicio de Boeing anterior que aconsejaba que los interruptores de combustible se accionaran antes que las manijas de corte. Continuó: «Esto no fue la causa del accidente, pero podría haber tenido graves consecuencias en caso de incendio durante la evacuación». De hecho, la necesidad de emitir la Recomendación de Seguridad 2008-2009, que afectaba a todas las aeronaves 777, que aún no habían incorporado el Boletín de Servicio de Boeing (SB 777-28-0025), como en el caso del G-YMMM, se alegó como la razón principal para emitir el primer boletín especial, mucho antes de que se completara la investigación del accidente.

## Consecuencias

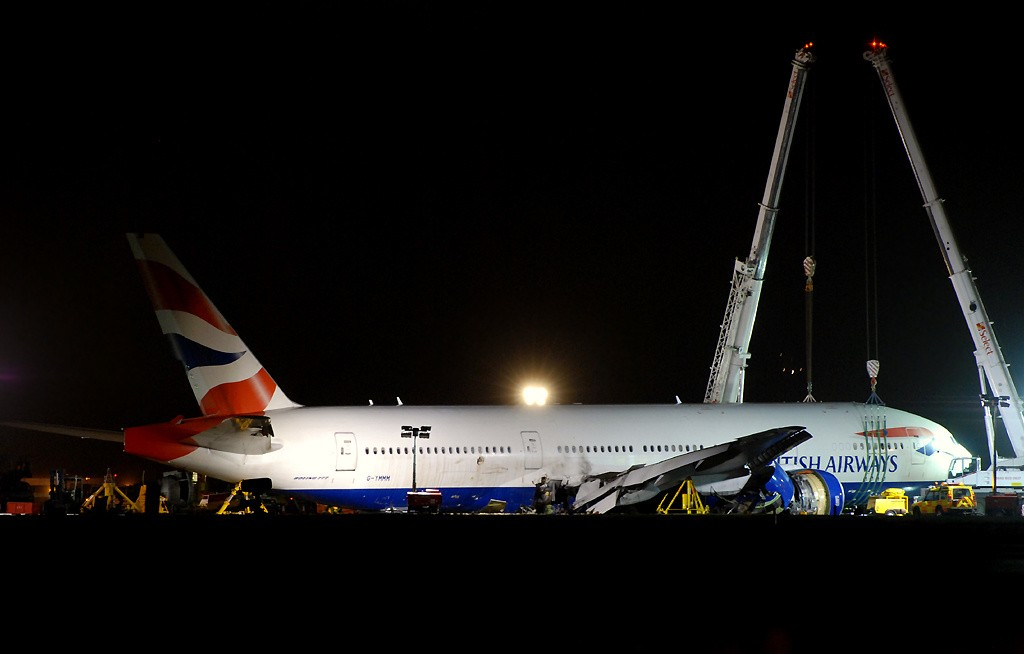
G-YMMM durante las operaciones de recuperación.

El Servicio de Ambulancias de Londres informó que tres vehículos de respuesta rápida, nueve ambulancias y varios agentes acudieron al lugar para evaluar a las víctimas. Los heridos fueron trasladados al cercano Hospital Hillingdon.
Willie Walsh, director ejecutivo de British Airways, emitió un comunicado elogiando la actuación de la «tripulación de vuelo y de cabina, que realizó un magnífico trabajo y evacuó con seguridad a los 136 pasajeros... El capitán de la aeronave es uno de los más experimentados y lleva casi 20 años volando con nosotros. Nuestras tripulaciones están capacitadas para afrontar estas situaciones».También elogió los servicios de bomberos, ambulancias y policía.
Todos los vuelos con origen y destino en Heathrow se suspendieron brevemente tras el accidente. Al reanudarse las operaciones, muchos vuelos de larga distancia de ida y vuelta se retrasaron o cancelaron, y todos los vuelos de corta distancia se cancelaron durante el resto del día. Algunos vuelos de vuelta sufrieron retrasos y 24 vuelos fueron desviados a Gatwick, Luton o Stansted. Para minimizar las interrupciones de viaje, el aeropuerto de Heathrow recibió una autorización del Departamento de Transporte para operar algunos vuelos nocturnos.Aun así, al día siguiente (18 de enero), 113 vuelos de corta distancia fueron cancelados porque las tripulaciones y los aviones estaban fuera de posición.
En la tarde del 20 de enero de 2008, los equipos de rescate y recuperación y las tripulaciones de tierra retiraron del lugar del accidente el avión gravemente dañado y sus restos (trenes de aterrizaje, aspas del ventilador, carcasas de los motores).
Fue sostenido por múltiples gatos hidráulicos, elevado por grúas, bajado a plataformas planas largas con ruedas y control remoto, remolcado fuera de la pista y trasladado al área de mantenimiento de British Airways, estacionado en la plataforma, justo afuera de un hangar cercano. Allí permaneció abandonado mientras la investigación de la AAIB concluía, por si necesitaban el casco para pruebas, a 500 metros del lugar del accidente. La aleta de cola fue desmantelada y retirada, ya que balanceaba el casco en días ventosos, colocada en tierra y pintada de blanco. Además, se pintaron las marcas de identificación y los títulos de la librea, ya que la mitad superior del fuselaje apenas era visible por encima de la valla circundante. Tras evaluar los daños y los costos de reparación, el avión fue declarado irreparable económicamente (a pesar de estar prácticamente intacto) y dado de baja por las aseguradoras en el verano de 2008, convirtiéndose en el primer Boeing 777 con pérdida del casco en la historia.El casco del G-YMMM fue cortado en tres pedazos y, a principios de la primavera de 2009, un año después del incidente, el avión fue sacado en camión desde Heathrow para ser desguazado, lo desmontaron en tres pedazos y lo enviaron al depósito de chatarra, donde lo desmontaron y lo desguazaron in situ.
Durante una conferencia de prensa al día siguiente del accidente, el capitán Peter Burkill dijo que no haría comentarios públicos sobre la causa del incidente mientras la investigación de la AAIB estuviera en curso. Reveló que el primer oficial senior John Coward estaba volando el avión y que el primer oficial Conor Magenis también estaba presente en la cubierta de vuelo en el momento del accidente.Coward fue más directo en una entrevista posterior, al afirmar: "Cuando comenzó la aproximación final, me di cuenta de que no había potencia... de repente, no había nada en ninguno de los motores y el avión comenzó a planear".
Burkill y Coward estuvieron en tierra durante un mes tras el accidente mientras se les evaluaba el trastorno por estrés postraumático. Cinco meses después, Burkill volvió a volar, haciéndose cargo de un vuelo al Aeropuerto Internacional Pierre Elliott Trudeau en Dorval, Montreal, Canadá. El incidente le atormentó y aceptó la baja voluntaria de British Airways en agosto de 2009.Posteriormente, Burkill creó un blog y escribió un libro, Thirty Seconds to Impact, que denunciaba el tratamiento que BA dio a la situación después del accidente.En noviembre de 2010, Burkill se reincorporó a British Airways y declaró: «Estoy encantado de que las conversaciones con British Airways hayan llegado a una conclusión mutuamente satisfactoria. En mi opinión, British Airways es la cúspide de la carrera de cualquier piloto, y es un honor y un privilegio para mí volver a una aerolínea a la que me incorporé de joven».
Los 16 tripulantes recibieron la Medalla de Seguridad de BA por su actuación durante el accidente. Esta medalla es el máximo galardón de British Airways.El 11 de diciembre de 2008, la tripulación recibió el Premio del Presidente de la Royal Aeronautical Society.
Hasta marzo de 2024, British Airways continuó utilizando la designación de vuelo 38 en su ruta de Pekín a Heathrow,operando ahora desde el Aeropuerto Internacional de Pekín-Daxing, generalmente con un Boeing 787 Dreamliner.